# Всесвітній день моніторингу якості води

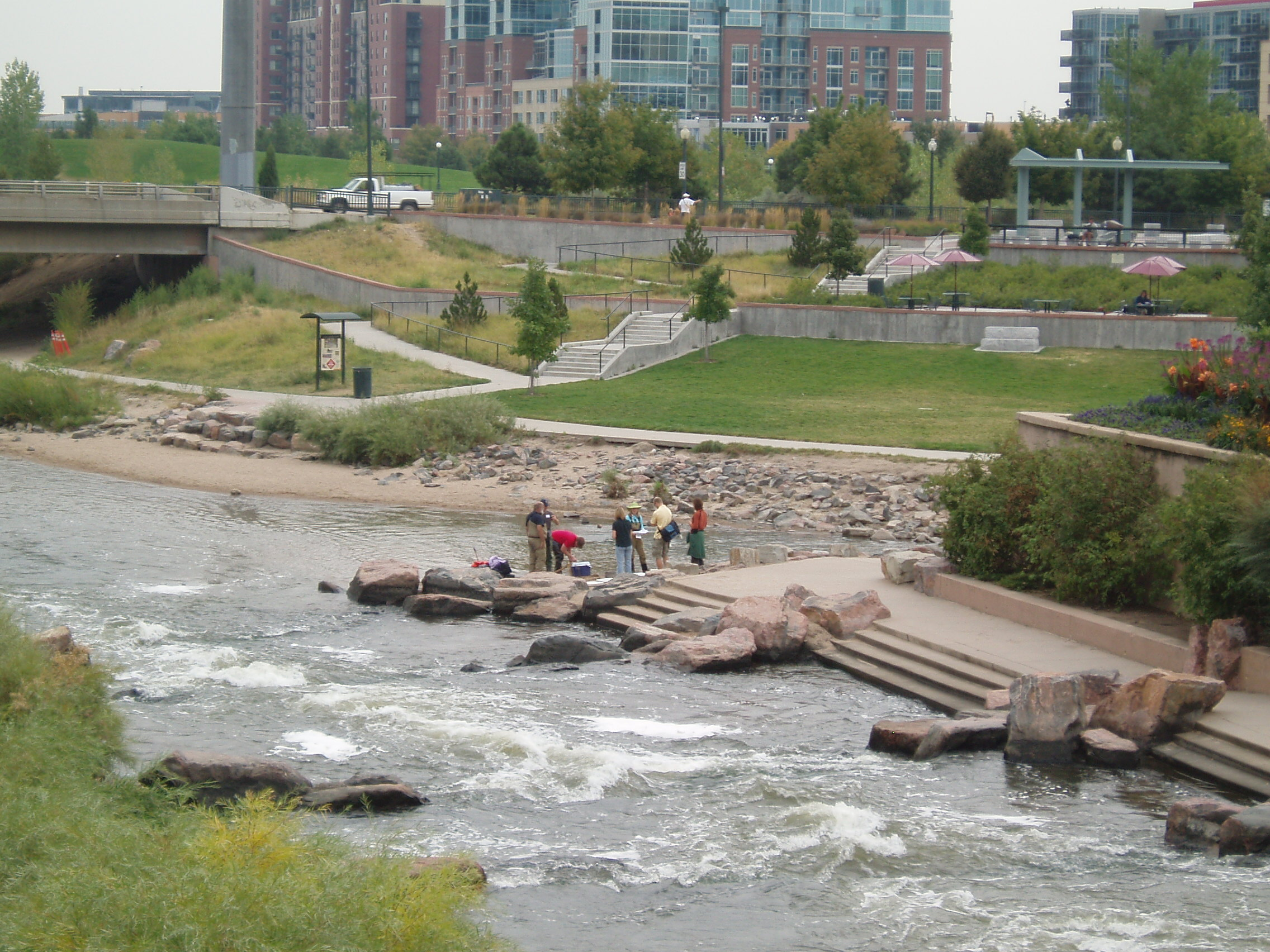
Студенти в Денвері, штат Колорадо, проводять моніторинг на річці Саут -Платте з працівниками Агентства з охорони навколишнього середовища у Всесвітній день моніторингу вод у 2009 році

Всесвітній день моніторингу води був заснований у 2003 році Американським фондом чистої води (ACWF) як глобальна освітня програма. Програма, названа згодом «Всесвітньою проблемою моніторингу води» та «Викликом води EarthEcho», має на меті підвищити обізнаність громадськості та залучити її до захисту водних ресурсів у всьому світі, надавши громадянам можливість здійснювати базовий моніторинг своїх місцевих водойм. Роберта (Роббі) Севідж, президент і генеральний директор ACWF, створила WWMD, а Едвард Мойєр був першим координатором WWMD.
Простий набір для тестування дозволяє кожному, дітям та дорослим, брати проби з місцевих водойм для визначення наборів параметрів якості води, включаючи температуру, кислотність (pH), прозорість (помутніння) та розчинений кисень (DO). Інформація про придбання недорогих наборів тестів доступна у поточної організації-спонсора EarthEcho International, а потім результати моніторингових дій передаються спільнотам-учасникам по всьому світу на вебсайті спонсора.
Всесвітній день моніторингу води спочатку відзначався щорічно 18 вересня. Ця дата була спочатку обрана через місяць пізніше (18 жовтня) для визнання річниці Закону США про чисту воду, який був прийнятий Конгресом 1972 року для відновлення та захисту водних ресурсів країни. У 2007 році дату було змінено, щоб полегшити участь у частинах світу, де на той час уже морозна температура.
У 2006 році ACWF передала координацію заходу Федерації водного середовища (WEF) та Міжнародній асоціації водних ресурсів (IWA). Колективна мета полягала в тому, щоб до 2012 року розширити участь до мільйона людей у 100 країнах. У січні 2015 року управління Всесвітнім днем моніторингу води було передано EarthEcho International.
У 2008 році студенти з Індонезії до Арканзасу брали участь у відборі проб води, щоб привернути увагу до важливості якості води.
Станом на 2018 рік EarthEcho International заохочує учасників проводити моніторингову діяльність у рамках «Водного виклику EarthEcho» протягом будь-якого періоду між 22 березня (Всесвітній день води) та грудня щороку.